# 維柏噴泉

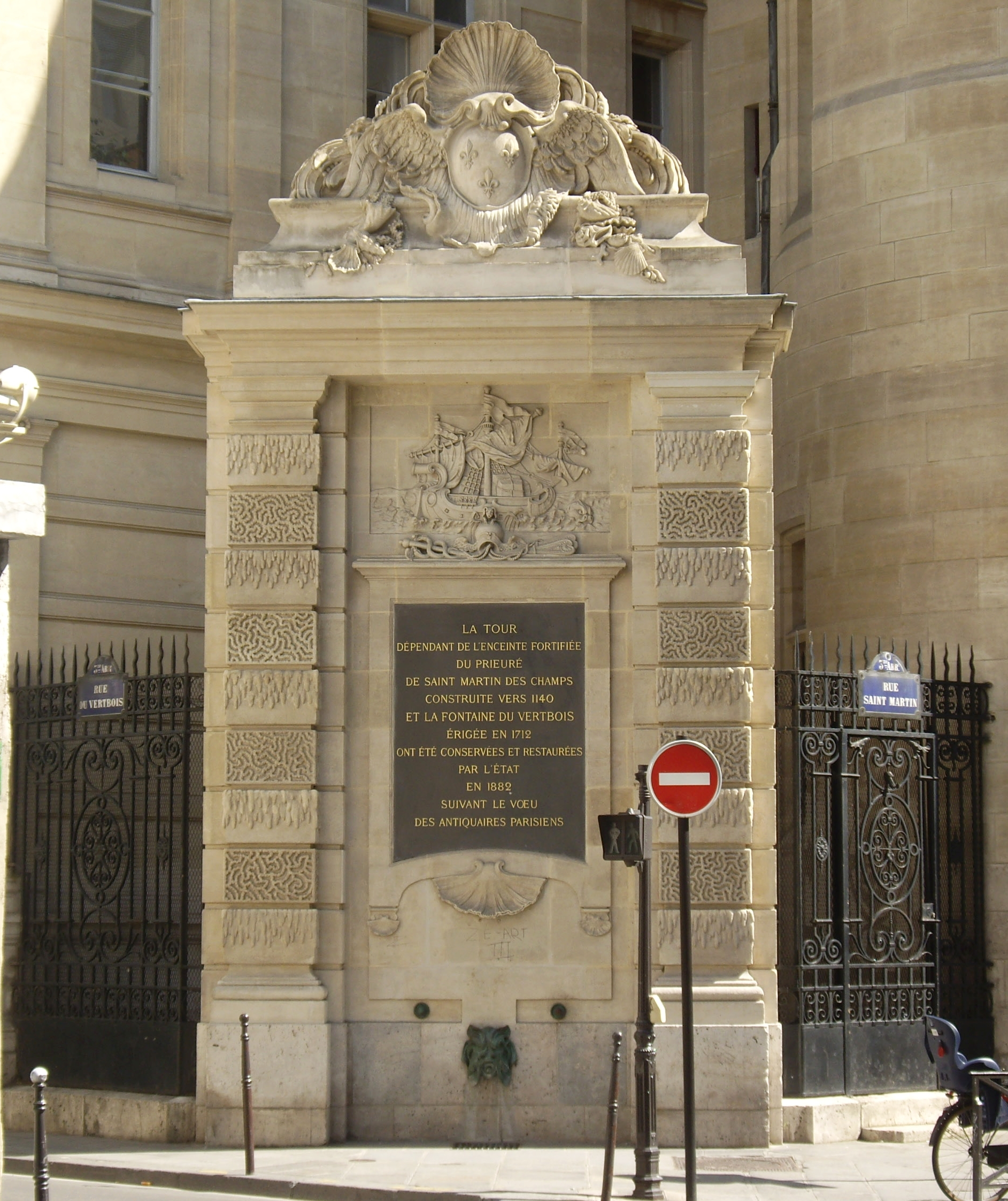
維柏噴泉

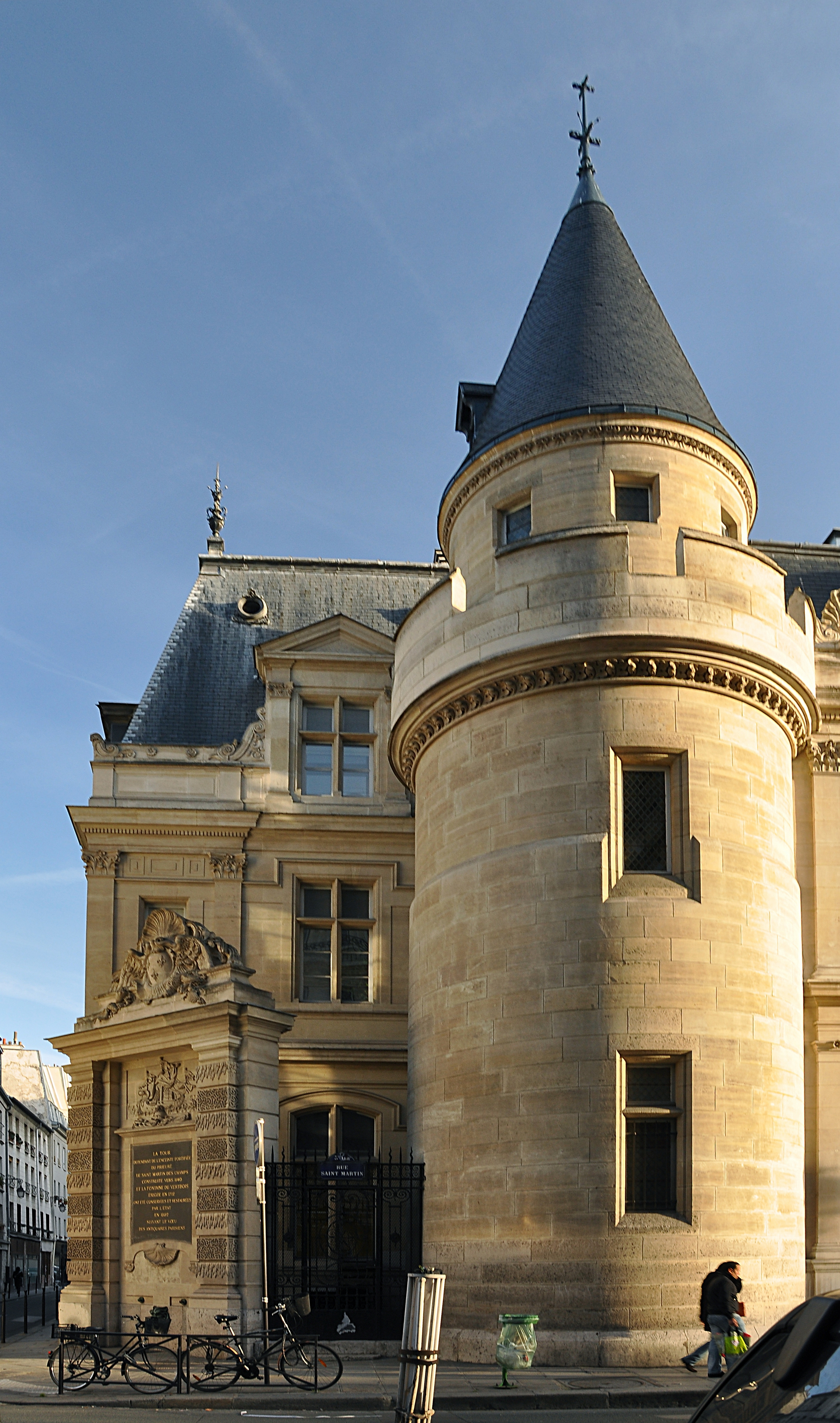
維柏噴泉和維柏塔

維柏噴泉或聖馬丁噴泉（法語：Fontaine du Vert bois）是位在法國巴黎第三區維柏路和聖馬丁路交叉口的噴泉，1712年設立，附屬在國立工藝院的外牆。

## 維柏噴泉和維柏塔
1876年，曾有建築師建議拆毀維柏噴泉和維柏塔，遭到作家雨果的反對，他批評「毀掉塔？不。毀掉建築師？好。」（Démolir la tour, non ; démolir l'architecte, oui.）。1882年，噴泉和塔被修復並移至現在地保存。